# 諏訪道彥
諏訪道彥（日语：諏訪 道彦，1959年4月14日—），日本讀賣電視台出身的資深男性執行製作人，現任該電視台的子公司ytv Nextry專務董事，數位好萊塢大學兼任客座教授。出身於愛知縣豐田市。愛知縣立岡崎高等學校、大阪大學工學部畢業。
暱稱。

## 來歷、人物
諏訪早年從大阪大學畢業之後，1983年進入讀賣電視台上班。大約1個月之後被調配到製作部門，擔任綜藝節目《11PM》的助理導演（簡稱AD）。此外，諏訪與同電視台所屬的情報體育局情報節目中心次長（2014年現在）森武史同期。
1985年3月，諏訪在同名綜藝節目播出期間，受晉升為導演。翌年1986年東京製作局進行人事異動，從同年1月首播的電視動畫《機器人阿丁 (1986年版)》就任企劃製作開始第一次投入動畫的製作。
諏訪從參加《城市獵人》動畫系列以來，擔任過《YAWARA！》、《金田一少年之事件簿》、《犬夜叉》、《怪醫黑傑克》、《怪醫黑傑克21》、《名偵探柯南》、《魔法騎士》、《天使心》、《結界師》及《輪迴的拉格朗日》等許多電視動畫的製作人。並在決定製作動畫電影之際，更積極擔任企劃和企畫製作。2012年，曾經獲頒第32回藤本獎特別獎。
1987年至1995年，由諏訪自行負責企劃，以「探尋動畫的可能性」作為節目主題、對象為正在放長假的學生，以短期集中形式播出每天連續7小時的《我喜歡動畫！》特別節目。
另外，從諏訪擔當製作人的作品中，可以看見他總是帶著行李箱來來往往，而這也成為諏訪的個人商標。興趣是每週讀10本漫畫雜誌，而這也是他每天為了尋找漫畫作品動畫化企劃的動力。
於負責《結界師》和《小雙俠 (2008年版)》期間，有時候為了增加正篇故事的影片長度，會進行工作人員表的交疊顯示播放格式的更改與調整。
以前在動畫雜誌《Newtype》的企劃中，諏訪曾和MBS所屬的製作人竹田青滋進行2人的對談。另外還有和NHK電視節目《MAG NET》的製作人丸山博雄（現在是MBS所屬）及東京電視台所屬的製作人東不可止及NHK所屬的齊藤健治等多位動畫製作人一起參加討論。
2012年4月開始，由文化放送和超！A&G+共同製作、由諏訪主持的網路電台節目《諏訪道彥的Suwa電台》開播，同時也實現了他從小想當電台DJ的夢想。
2013年7月1日，受晉升為局長。
2017年6月23日，受晉升為執行董事待遇編成局·動畫部所屬執行製作人。 
2019年6月1日離開長年服務36年的讀賣電視台，轉調至子公司ytv Nextry並就任專務董事。持續為電視動畫的業務進行今日之後的走向。

## 負責節目

### 播出中
- 名探偵柯南（企劃、首席製作人）
- 諏訪道彥的Suwa電台（文化放送、超！A&G+，主持人）
- MIX（總監）

### 已播畢
- 機器人阿丁 (1986年版)（日语：ロボタン）
- 波士可的冒險（日语：ボスコアドベンチャー）
- 城市獵人
- YAWARA！
- 人小鬼大
- 魔法騎士雷阿斯
- 奧運高手
- 金田一少年之事件簿
  - 金田一少年の事件簿R（企劃、首席製作人）
- 犬夜叉
  - 犬夜叉 完結篇
- 怪醫黑傑克
- 怪醫黑傑克21
- 天使心
- 結界師
- Anime☆7（日语：アニメ☆7）
  - 小雙俠 (2008年版)
- 輪迴的拉格朗日系列（企劃、企劃製作）
- 魔術快斗1412（企劃、首席製作人）
- 電波教師（企劃、首席製作人）

### 綜藝節目
- 11PM
- 日本國際鳥人錦標賽
- 全日本有線放送大獎

### 電視劇
- 惡女
- 想變得漂亮（日语：綺麗になりたい）（音樂製作人）
- 茶煲愛情（日语：お茶の間 (漫画)）
- 高跟鞋爭霸戰（日语：彼女の嫌いな彼女）（音樂製作人）
- 千萬之嫁（日语：お玉・幸造夫婦です）
- 本家的新娘（日语：本家のヨメ）
- 名偵探柯南 致工藤新一的挑戰書

## 客串出演
- MAG·NET（日语：MAG・ネット）（NHK衛星第2頻道）
- （Animax，2010年4月3日－24日）
- 名偵探柯南 解體新書（Animax，2012年3月）
- （讀賣電視台）－目前以不定期方式擔任該節目內的的企劃單元「動畫大喜利」的審查委員。
- 藝人報道（日语：芸人報道）（日本電視台，2012年3月27日）－在節目中擔任《名偵探柯南》電影動畫系列第16部《第11位前鋒》的宣傳[5]。
- SPANTAN MX（日语：スパルタンMX）（TOKYO MX，2013年7月3日）－在節目中接受專訪。
- 名探偵柯南（讀賣電視台）－於第487話「總局刑警戀愛物語8 左手的無名指」聲演警視廳搜査一課的刑事C[6]。
- 結界師（讀賣電視台）

## 以諏訪為原型出場的角色
《名探偵柯南》　
於動畫第31話（改編自原作漫畫第11冊File.102－104）「電視台殺人事件」中以「日賣電視台（NUT）製作人 諏訪道彥」的設定登場，不久之後就被松尾貴史（藝人，友情客串）殺害。而動畫版的配音是由若本規夫擔任。
及動畫第594至595話「廣島宮島的七大不可思議之旅」（動畫原創故事）、第636至637話「世界上最想聽的一堂課」中，以「上諏訪幹彥」的設定登場。加門良配音。
《怪醫黑傑克》
於動畫第52話「目擊者」中以「天才製作人和狂熱的炸彈犯 諏訪道彥」的設定登場，於故事最後被逮捕。安原義人配音。
《烏龍派出所》
該漫畫作品的動畫雖然是在別家電視台播出，但是曾以「製作人 素輪道彥」的設定在漫畫和動畫中登場。動畫版則由杉野博臣配音。

## 外部連結
- （日語）
- （日語）－讀賣電視台官方網站的「SUWACHI（諏訪道彥）的動畫日記」。
- 諏訪道彥的X（前Twitter） （日語）
- 從《城市獵人》到《名偵探柯南》獨家專訪資深動畫製作人諏訪道彥分享30年業界經驗 （页面存档备份，存于） （繁體中文）－巴哈姆特電玩資訊站官網。